# 王莫愁
王莫愁（1941年—），本名王玉蘭，為廣東東莞縣人，是臺灣早期的電影演員。

## 生涯
1941年出生於越南，三歲時與家人搬至廣州，後來則在香港求學。1958年來到台灣，1960年就讀於國立師範大學夜間部的藝術系。之後因嚮往表演，於1962年投考中央電影公司，便順利錄取。首部電影為中影與日本日活公司合作投資拍攝的《金門灣風雲》（又名《海灣風雲》）。
1964年與畫家吳申叔在台北結婚。
1967年因其夫病逝，一度息影。
1979年曾客串演出《錯誤的第一步》，目前已甚少出現在螢光幕前，現以經商為業。